# Collin Morikawa
Collin Morikawa (6 de fevereiro de 1997) é um jogador profissional de golfe dos Estados Unidos. Ele começou sua carreira no PGA Tour superando 22 cortes consecutivos, feito inferor apenas à seqüência de 25 cortes passados de Tiger Woods em seu início de careira profissional.
Em 9 de agosto de 2020, Morikawa venceu o PGA Championship, seu primeiro título Major. Morikawa é o primeiro jogador a vencer o PGA Championship em sua estreia desde Keegan Bradley em 2011. Aos 23 anos, Morikawa se tornou a quarta pessoa a vencer o PGA Championship na era do stroke play antes dos 24 anos, feito alcançado antes por Jack Nicklaus, Tiger Woods e Rory McIlroy.

## Carreira
Morikawa fez sua estreia como profissional no RBC Canadian Open 2019, onde empatou em 14º lugar. Em 7 de julho de 2019, Morikawa empatou em segundo lugar no 3M Open. Em 14 de julho, ele empatou em 4º lugar no John Deere Classic. Com esse reseultado, Morikawa conseguiu a adesão ao PGA Tour para a temporada de 2019-20. Morikawa então venceu seu primeiro evento do PGA Tour duas semanas depois, no Barracuda Championship - onde derrotou Troy Merritt por três tacadas.
Em 14 de junho de 2020, Morikawa empatou na liderança do Desafio Charles Schwab 2020 após 72 buracos. Este foi o primeiro torneio do PGA Tour disputado após um hiato de três meses devido à pandemia de COVID-19. Morikawa perdeu uma tacada curta de par no primeiro buraco do playoff e foi derrotado por Daniel Berger.
Em 26 de junho de 2020, Morikawa sofreu seu primeiro corte no PGA Tour no Travellers Championship, encerrando uma sequência de 22 cortes consecutivos superados, sendo a segunda sequência mais longa para um estreante em carreira profissional diante dos 25 feitos por Tiger Woods.
Em 12 de julho de 2020, Morikawa derrotou Justin Thomas em um playoff para ganhar seu segundo título do PGA Tour no Workday Charity Open. Morikawa recuperou de uma desvantagem de três chutes com três buracos restantes, e fez um birdie no primeiro buraco do playoff para se manter vivo, antes de vencer com um par no terceiro buraco do playoff.
Em 9 de agosto de 2020, Morikawa venceu o PGA Championship, que foi seu primeiro título Major naquela que era apenas a sua segunda participação em um torneio desta grandeza. Na rodada final ele conseguiu 64 tacadas, empatando como o menor número de tacadas em uma volta final obtida por um campeão do PGA Championship, igualando Steve Elkington no campeonato de 1995.
Em 18 de julho de 2021, Morikawa venceu o The Open Championship no Royal St George's Golf Club em Kent, Inglaterra. Morikawa venceu por duas tacadas sobre Jordan Spieth. Ele se tornou o primeiro jogador desde Bobby Jones em 1926 a vencer dois majors em oito ou menos campeonatos iniciados. Ele também se tornou o primeiro jogador a vencer dois campeonatos de majors diferentes como estreante em ambos.

## Títulos

### Torneios Major´s (1)
| Ano  | Campeonato            | Resultados            | Margem    | Vice-campeão               |
| ---- | --------------------- | --------------------- | --------- | -------------------------- |
| 2020 | PGA Championship      | −13 (69-69-65-64=267) | 2 tacadas | Paul Casey, Dustin Johnson |
| 2021 | The Open Championship | −15 (67-64-68-66=265) | 2 tacadas | Jordan Spieth              |